# Peter Paul Dobrée
Peter Paul Dobrée est un érudit classique et critique britannique né le 26 juin 1782 à Guernesey et mort le 24 septembre 1825 à Cambridge.

## Biographie
Peter Paul Dobrée est le fils du pasteur William Dobree. Il suit ses études à la Reading School (en), sous Richard Valpy, et au Trinity College, où il est élu membre.
Dobrée est un ami intime de Richard Porson, qu'il prend pour modèle dans la critique textuelle, bien qu'il se montre moins prudent dans la correction conjecturale. Après la mort de Porson (1808), Dobrée est chargé avec James Henry Monk et Charles James Blomfield d'éditer ses restes littéraires, qui avaient été légués au Trinity College.
En 1823, il est nommé Regius Professor of Greek (en) à l'Université de Cambridge.

## Sources
- (en) Cet article est partiellement ou en totalité issu de l’article de Wikipédia en anglais intitulé « Peter Paul Dobrée » (voir la liste des auteurs).
- Dobrée, Peter Paul, in Oxford Dictionary of National Biography